# Igor Perović
Igor Perović (in serbo Игор Перовић?; 3 marzo 1974) è un ex cestista e allenatore di pallacanestro serbo.

## Palmarès

### Giocatore
- YUBA liga: 1

Partizan Belgrado: 1991-92
- YUBA liga: 1

Stella Rossa Belgrado: 1997-98
- Coppa di Jugoslavia: 1

Partizan Belgrado: 1992
- Coppa dei Campioni: 1

Partizan Belgrado: 1991-92